# 俄尔镇
俄尔镇，是中华人民共和国四川省凉山彝族自治州昭觉县下辖的一个乡镇级行政单位。2021年1月12日，撤销齿可波西乡、塘且乡和特口甲谷乡，设立俄尔镇。以原齿可波西乡、原塘且乡和原特口甲谷乡洛阿补村、特口拉哈村、乌果各则村、扭普莫村所属行政区域为俄尔镇的行政区域。

## 行政区划
俄尔镇下辖以下地区：
海底补尔村、塘且村、以火补且村和呷姑洛姐村。